# 雨宮印刷
雨宮印刷株式会社（うこういんさつ）は北海道中標津町にある印刷会社。商業オフセット印刷を中心に印刷物全般を扱う。シルバーマスター版で菊判半裁サイズのカラー印刷を行う技術を持つ。

## 概要
中標津町に本社をおき道東に数箇所営業所をもつ印刷会社
- 過去に「ウコウ商事」（事務機販売）[1]を経営
- 同社ビル内のテナントでステーキハウスのもうもう亭を経営（時期不明）
- 1987年10月～2009年5月までウコウボウルというボウリング場の経営を行っていた。[2]
- 同社は地元でのインターネットの普及を目指し地域ポータルサイトYac-Netを運営している
- 別海町・弟子屈町・羅臼町に営業所を持つ